# Apteronotus ellisi
Apteronotus ellisi és una espècie de peix pertanyent a la família dels apteronòtids.

## Descripció
- Pot arribar a fer 32,8 cm de llargària màxima.[6][7]

## Hàbitat
És un peix d'aigua dolça, bentopelàgic i de clima subtropical.

## Distribució geogràfica
Es troba a Sud-amèrica: el riu Uruguai al Brasil i les conques dels rius Paranà i Paraguai a l'Argentina.

## Observacions
És inofensiu per als humans.